# جيري أرمسترونغ (ملاكم)
جيري أرمسترونغ (بالإنجليزية: Jerry Armstrong)‏ (مواليد 26 يونيو 1936) هو ملاكم أمريكي، مثّل بلاده في الألعاب الأولمبية الصيفية 1960.

## روابط خارجية
- جيري أرمسترونغ على موقع أوليمبيديا (الإنجليزية)